# Airampoa silvestris
Airampoa silvestris ist eine Pflanzenart in der Gattung Airampoa aus der Familie der Kakteengewächse (Cactaceae). Das Artepitheton silvestris stammt aus dem Lateinischen, bedeutet ‚wild wachsend‘ oder ‚im Wald wachsend‘ und ist von unklarer Bedeutung.

## Beschreibung
Airampoa silvestris wächst niederliegend mit teilweise unterirdischen, perlenförmig aneinandergereihten Triebsegmenten. Die kreisrunden, reingrünen Triebsegmente sind klein und nahezu unbedornt. Der gelegentlich vorhandene Dorn ist bis 1,7 Zentimeter lang. Manchmal ist ein zweiter Dorn vorhanden.
Über die Blüten und Früchte ist nichts bekannt.

## Verbreitung und Systematik
Airampoa silvestris ist im bolivianischen Departamento La Paz verbreitet.
Die Erstbeschreibung als Opuntia silvestris erfolgte 1932 durch Curt Backeberg. Alexander Borissovitch Doweld stellte die Art 2002 in die Gattung Airampoa. Weitere nomenklatorische Synonyme sind Tephrocactus silvestris (Backeb.) Backeb. (1936), Opuntia minuscula var. silvestris (Backeb.) Krainz (1967) und Tunilla silvestris (Backeb.) D.R.Hunt & Iliff (2000).

## Nachweise